# Brezovica Žumberačka
Brezovica Žumberačka falu Horvátországban, Károlyváros megyében. Közigazgatásilag Ozalyhoz tartozik. A szlovéniai Brezovica pri Metliki térségében két exklávéja van.

## Fekvése
Károlyvárostól 30 km-re, községközpontjától, Ozalytól 16 km-re északnyugatra, a szlovén határ mellett, Szlovénia területébe ékelődve fekszik.

## Története
A falunak 1890-ben 14, 1900-ban 17 lakosa volt. A trianoni békeszerződésig Zágráb vármegye Jaskai járásához tartozott. 2011-ben 19 lakosa volt.

## Lakosság
| Lakosság változása | Lakosság változása | Lakosság változása | Lakosság változása | Lakosság változása | Lakosság változása | Lakosság változása | Lakosság változása | Lakosság változása | Lakosság változása | Lakosság változása | Lakosság változása | Lakosság változása | Lakosság változása | Lakosság változása | Lakosság változása |
| ------------------ | ------------------ | ------------------ | ------------------ | ------------------ | ------------------ | ------------------ | ------------------ | ------------------ | ------------------ | ------------------ | ------------------ | ------------------ | ------------------ | ------------------ | ------------------ |
| 1857               | 1869               | 1880               | 1890               | 1900               | 1910               | 1921               | 1931               | 1948               | 1953               | 1961               | 1971               | 1981               | 1991               | 2001               | 2011               |
| 0                  | 0                  | 0                  | 14                 | 17                 | 0                  | 0                  | 0                  | 46                 | 53                 | 28                 | 36                 | 26                 | 27                 | 32                 | 19                 |

## Külső hivatkozások
- Ozaly község hivatalos oldala
- Az ozalyi turisztikai egyesület honlapja